# فرودگاه بین‌المللی العریش
فرودگاه بین‌المللی العریش (به انگلیسی: El Arish International Airport) یک فرودگاه همگانی مسافربری با کد یاتا AAC است که یک باند فرود آسفالت دارد و طول باند آن ۳۰۱۹ متر است. این فرودگاه در شهر العریش کشور مصر قرار دارد و در ارتفاع ۳۷ متری از سطح دریا واقع شده است.

## شرکت‌های هواپیمایی و مقصدهای پروازی
| شرکت‌های هواپیمایی | مقصدهای پروازی |
| ----------------- | -------------- |
| Polar Airlines    | یاکوتسک        |